# Allostoma amoenum
Allostoma amoenum är en plattmaskart. Allostoma amoenum ingår i släktet Allostoma och familjen Cylindrostomidae. Inga underarter finns listade i Catalogue of Life.